# Rödfläckig parakit
Rödfläckig parakit (Psittacara mitratus) är en fågel i familjen västpapegojor inom ordningen papegojfåglar.

## Utseende och läte
Rödfläckig parakit är en medelstor (31–38 cm) grön papegoja med lång stjärt och spridda röda fjädrar i ansiktet. Den liknar rödmaskparakiten, men har mindre rött i ansiktet och saknar rött på undersidan av vingen. Från kordiljärparakiten skiljer den sig genom avsaknad av rött på vingknogen. Lätena är högljudda skrin.

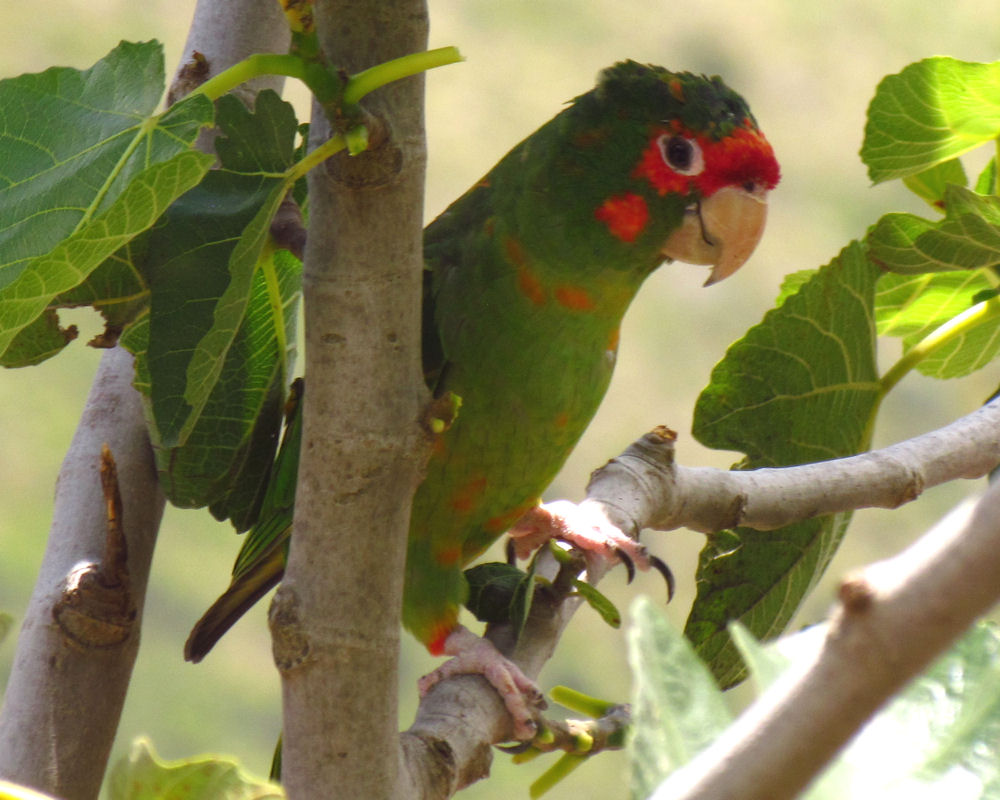

## Utbredning och systematik
Rödfläckig parakit förekommer naturligt i centrala Anderna, från centrala Peru söderut till nordvästra Argentina. Ett förmodligen isolerat bestånd finns även i norra Peru. Burrymlingar har även etablerat friflygande populationer i Hawaii, Kalifornien och Florida i USA.
Artens inre systematik är omtvistad. Clements et al urskiljer fyra underarter med följande utbredning:
- mitrata-gruppen
  - Psittacara mitratus mitratus – förekommer i Anderna i centrala Peru till Bolivia och nordvästra Argentina
  - Psittacara mitratus chlorogenys – förekommer i östra Anderna i norra Peru
  - Psittacara mitratus tucumanus – förekommer i Tucumán och Córdoba, Argentina
- Psittacara mitratus alticola – förekommer i Anderna i sydöstra Peru (Cusco)

Underarten alticola liksom formen hockingi behandlades tidigare som egna arter, på grund av stabila karaktärer och sympatrisk förekomst med mitratus. Senare observationer har dock visat att dessa istället utgör variationer bland ungfåglar, varför exempelvis International Ornithological Congress (IOC) synonymiserat ’’alticola med nominatformen. Vidare verkar underarten tucumanus rymmas inom variationen inom nominatformen.

### Släktestillhörighet
Tidigare placerades arten i släktet Aratinga, men detta har delats upp i flera mindre släkten efter genetiska studier.

## Levnadssätt
Rödfläckig parakit hittas i bergsbelägna skogsbryn, dungar av molnskog och fuktiga buskmarker på mellan 1000 och 3400 meters höjd, dock med ett möjligt fynd på 4000 meter. Underarten ’’chlorogenys’’ förekommer på mellan 1200 och 2900 meters höjd. I norra delen av utbredningsområdet är den begränsad till fuktiga dalar, medan närbesläktade rödkronad parakit bebor torra dalar. I södra delen där rödkronad parakit inte förekommer är rödfläckig parakit mera vida spridd.

### Föda
Födan är dåligt känd, men mogna bär och majs har noterats. Viktig föda för det införda beståndet i Kalifornien utgörs av frukt från plataner och ’’Myoporum laetum’' samt eukalyptusblommor.

### Häckning
I Argentina har arten noterats häcka i december. Den har sitt bo i ett trädhål, men även på klipphyllor, vari den lägger två till tre ägg.

## Status och hot
Arten har ett stort utbredningsområde och en stor population med stabil utveckling. Utifrån dessa kriterier kategoriserar IUCN arten som livskraftig (LC).